# Івано-Благодатненська сільська рада
| Івано-Благодатненська сільська рада — колишній орган місцевого самоврядування у Кропивницькому районі Кіровоградської області з адміністративним центром у с. Івано-Благодатне. Сільській раді були підпорядковані населені пункти: - с. Івано-Благодатне |

## Склад ради
Рада складалася з 14 депутатів та голови.

### Керівний склад ради
| ПІБ                           | Основні відомості                                                                      | Дата обрання | Дата звільнення |
| ----------------------------- | -------------------------------------------------------------------------------------- | ------------ | --------------- |
| Карбівнича Тетяна Миколаївна  | Сільський голова, 1963 року народження, освіта, Всеукраїнське об'єднання «Батьківщина» | 26.03.2006   | 31.10.2010      |
| Мукусієнко Василь Васильович  | Сільський голова, 1968 року народження, освіта середня спеціальна, безпартійний        | 31.10.2010   | 27.05.2012      |
| Бобко Володимир Олександрович | Сільський голова, 1982 року народження, освіта вища, член Партії регіонів              | 27.05.2012   |                 |

Примітка: таблиця складена за даними джерела

## Населення
За переписом населення України 2001 року в сільській раді мешкало 698 осіб.

### Мова
Розподіл населення за рідною мовою за даними перепису 2001 року:
| Мова       | Відсоток |
| ---------- | -------- |
| українська | 91,50 %  |
| російська  | 7,93 %   |
| білоруська | 0,14 %   |
| молдовська | 0,14 %   |
| угорська   | 0,14 %   |